# Harry T. Hays

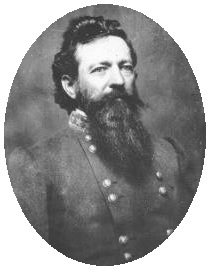
Harry T. Hays

Harry Thompson Hays (* 14. April 1820 im Wilson County, Tennessee; † 21. August 1876 in New Orleans, Louisiana) war ein nordamerikanischer Generalmajor, der im Amerikanischen Bürgerkrieg auf Seiten der Konföderierten Staaten kämpfte.

## Leben
Harry T. Hays wurde 1820 in Tennessee als Sohn von Harmon Atkins Hays (1787–1833) und Elizabeth Cage (1799–1833) geboren. Zu seinen älteren Brüdern zählten William Clinton Hays (* 1816), der als Erster die Soldatenlaufbahn einschlug, aber bereits 1845 verstarb, und Colonel John Coffee Hays (1817–1883), der als Ranger dem Goldrausch in Kalifornien folgte.
Hays besuchte das St. Mary’s College in Baltimore, studierte Jura und praktizierte danach in New Orleans. Er nahm 1847 am Amerikanisch-Mexikanischen Krieg teil, wo er als Leutnant im Verband der 5th Louisiana Cavalry kämpfte. Am 13. Juli 1854 heiratete er im Yazoo County Mrs. Elizabeth „Bettie“ Cage (1836–1904), der Verbindung entstammen drei Söhne und sieben Töchter.
Nach Ausbruch des Bürgerkrieges kommandierte er 1861 als Colonel das 7. Louisiana-Infanterie-Regiment, mit welchem er an der Ersten Schlacht am Bull Run teilnahm. Er wurde am 9. Juni 1862 in der Schlacht von Port Republic verwundet und im Juli zum Brigadegeneral der Konföderierten Armee ernannt. 1862 nahm er unter Ewells Division an der Schlacht am Antietam teil, er verlor bei Sharpsburg nahe der Dunkard Church etwa die Hälfte seiner Männer. Hays’ Brigade kämpfte dann in Earlys Division bei Fredericksburg und 1863 in der Schlacht bei Chancellorsville in Virginia sowie nach dem Vorstoß durch Maryland Anfang Juli 1863 in der Schlacht von Gettysburg.
Am 7. November 1863 geriet er nach dem Gefecht von Rappahannock Station, Virginia in gegnerische Gefangenschaft, er konnte jedoch kurz darauf erfolgreich zu den eigenen Linien entkommen. In der Schlacht in der Wilderness (5. bis 7. Mai 1864) verlor er wieder ein Drittel seiner Mannschaft, in der Schlacht von Spotsylvania Court House wurde er wieder verwundet. 1864 bis 1865 wurde er in den Wehrbereich Trans-Mississippi versetzt und diente dort zunächst als Rekrutierungsoffizier und dann als Divisionskommandeur in West Louisiana. Am 10. Mai 1865 wurde er von seinem Vorgesetzten, General Edmund Kirby Smith, zum Generalmajor ernannt, eine Ernennung, die jedoch nie offiziell vom Präsident der Konföderierten Staaten, Jefferson Davis, bestätigt wurde.
Nach dem Krieg kehrte Hays nach New Orleans zurück, wo er nach einer Begnadigung durch US-Präsident Andrew Johnson ein Jahr lang als Sheriff im Orleans Parish fungierte. Er spielte im Juli 1866 eine herausragende Rolle bei den Unruhen in New Orleans, als er zeitweise fast 200 seiner ehemaligen Soldaten, die nun Mitglieder der sogenannten „Hays Brigade Relief Society“ waren, zu Hilfsdiensten einsetzte. Hays wurde noch im November desselben Jahres auf Drängen des von Beamten der Bundesregierung eingesetzten ehemaligen Generals der Union, Philip H. Sheridan, aus dem Amt entfernt. Danach praktizierte Harry Hays noch zehn Jahre lang bis 1876 als Anwalt in New Orleans, er starb im Alter von 56 Jahren an einer Nierenkrankheit und wurde auf dem Lafayette Cemetery von New Orleans begraben.